# Drosophila nasutoides
Drosophila nasutoides är en tvåvingeart som beskrevs av Toyohi Okada 1964. Drosophila nasutoides ingår i släktet Drosophila och familjen daggflugor.
Artens utbredningsområde är Samoa.